# Хол (окръг, Тексас)
Вижте пояснителната страница за други значения на Хол.
Окръг Хол (на английски: Hall County) е окръг в щата Тексас, Съединени американски щати. Площта му е 2341 km², а населението - 3782 души (2000). Административен център е град Мемфис.